# Bissiga (Bissiga)
Pour les articles homonymes, voir Bissiga.
Cet article concerne le village chef-lieu. Pour le département et la commune rurale, voir Bissiga (département).
Bissiga est un village du département et la commune rurale de Bissiga, situé dans la province du Boulgou et la région du Centre-Est au Burkina Faso.

## Démographie
| 2003  | 2006  | 2012 |
| ----- | ----- | ---- |
| 3 286 | 2 795 | -    |

## Transports
Bissiga est situé à 36 km à l'est de Tenkodogo et de la route nationale 16.

## Santé et éducation
Bissiga accueille un centre de santé et de promotion sociale (CSPS) tandis que le centre médical avec antenne chirurgicale (CMA) se trouve à Tenkodogo.